# Uragán nad cukrem
Uragán nad cukrem (v originále Ouragan sur le sucre) je reportážní kniha Jean-Paula Sartra, který v ní zachytil průběh a úskalí kubánské revoluce probíhající mezi lety 1953 až 1959.

## Okolnosti vzniku
Sartre sepisoval jednotlivé reportáže přímo na Kubě a postupně jich všech 16 zaslal do listu France-Soir, ve kterém vyšly. Pro Sartra byla návštěva Kuby v roce 1960 již druhá v pořadí, poprvé byl na Kubě již před obdobím Batistovy diktatury. Ta fungovala na Kubě od roku 1952, kdy se bývalý prezident a generál Fulgencio Batista ujal vlády svrhnutím nově zvoleného prezidenta Carlose Prío Socarráse. Proti diktatuře vystoupil Fidel Castro poprvé v roce 1953, kdy zaútočil na kasárna Moncada. Revoluce vyvrcholila partyzánskou válkou, která trvala od roku 1956 do 1. ledna 1959, kdy se revoluční vláda ujala vlády nad ostrovem.  

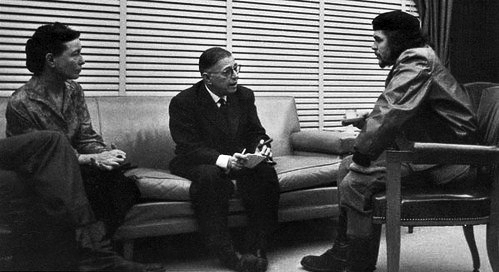
Ernesto Che Guevara, Simone de Beauvoir a Jean-Paul Sartre na Kubě v roce 1960

## Obsah knihy
Kniha obsahuje 16 reportáží, které esejistickou formou shrnují příčiny, průběh a první důsledky kubánské revoluce vedené Fidelem Castrem. Revoluce je v knize schvalována jako správný krok proti imperialismu a vykořisťování ze stran USA. S tím je spojena i glorifikace činů Fidela Castra a zbylých revolucionářů ze strany Sartra. Ten se však v pozdějších letech stal Castrovým odpůrcem.